# Tristan Wirfs
Tristan Wirfs (Mount Vernon, 24 gennaio 1999) è un giocatore di football americano statunitense che milita nel ruolo di offensive tackle per i Tampa Bay Buccaneers della National Football League (NFL).

## Carriera universitaria
Nella sua prima stagione, Wirfs disputò come titolare 7 gare come tackle destro. Nel corso della stagione lavorò per essere più aggressivo nei confronti dei difensori avversari. Prima della sua seconda stagione, Wirfs fu sospeso per la gara di debutto contro Northern Illinois per essere stato arrestato per guida in stato di ebbrezza. Nella sua terza stagione fu inserito nella formazione ideale della Big Ten Conference e nominato miglior offensive lineman della conference. A fine anno annunciò la sua intenzione di rinunciare all'ultimo anno nel college football e passare professionista.

## Carriera professionistica
Wirfs fu scelto nel corso del primo giro (13º assoluto) del Draft NFL 2020 dai Tampa Bay Buccaneers. Debuttò come professionista nella gara del primo turno contro i New Orleans Saints. A fine stagione fu inserito nella formazione ideale dei rookie dalla Pro Football Writers Association dopo avere disputato tutte le 16 partite come titolare. Il 7 febbraio 2021, nel Super Bowl LV contro i Kansas City Chiefs campioni in carica, partì come titolare nella vittoria per 31-9, conquistando il suo primo titolo.
Nel 2021 Wirfs fu convocato per il suo primo Pro Bowl e inserito nel First-team All-Pro. Fu convocato per il Pro Bowl anche nelle due annate successive.
Il 1º agosto 2024 Wirfs firmó un nuovo contratto quinquennale del valore di 140,63 milioni di dollari che lo rese l'offensive lineman più pagato della storia. A fine stagione fu convocato per il suo quarto Pro Bowl e inserito nel First-team All-Pro.

## Palmarès

### Franchigia
- Super Bowl : 1

Tampa Bay Buccaneers: LV
- National Football Conference Championship: 1

Tampa Bay Buccaneers: 2020

### Individuale
- Convocazioni al Pro Bowl: 4

2021, 2022, 2023, 2024
- First-team All-Pro: 2

2021, 2024
- Second-team All-Pro: 1

2022
- PFWA All-Rookie Team - 2020